# Cronache dei vampiri
Cronache dei vampiri (The Vampire Chronicles) è una serie di romanzi Fantasy/horror della scrittrice statunitense Anne Rice pubblicata dal 1976 al 2018. Il protagonista è Lestat de Lioncourt, un giovane nobile francese del XVIII secolo divenuto vampiro e le cui vicende si intrecciano con quelle di altri che, prima o dopo di lui, sono divenuti vampiri. La serie raggiunse grande popolarità già con il primo libro del 1976, Intervista col vampiro, adattato come film nel 1994 e come serie televisiva nel 2022.

## Libri
Ogni libro si concentra in particolare sulla figura di un vampiro e spesso si riferisce ai fatti avvenuti nei libri precedenti. Questi romanzi hanno un'impronta prevalentemente narrativo-descrittiva e un forte stile riflessivo: si dà ampio spazio ai sentimenti e alle relazioni tra i vampiri, creature che sono in grado di amare come e più di ogni altro uomo. I vampiri talvolta diventano degli attenti osservatori che, al di fuori del tempo, analizzano il susseguirsi delle epoche. Grazie alla sua abilità narrativa la Rice riesce ad inserire i suoi vampiri nel mondo odierno in maniera del tutto verosimile.
Cronache dei vampiri
1. Intervista col vampiro (Interview with the Vampire) - 1976
2. Scelti dalle tenebre (The Vampire Lestat) - 1985
3. La regina dei dannati (The Queen of the Damned) - 1988
4. Il ladro di corpi (The Tale of the Body Thief) - 1992
5. Memnoch il diavolo (Memnoch The Devil) - 1995
6. Armand il vampiro (The Vampire Armand) - 1998
7. Merrick la strega (Merrick) - 2000
8. Il vampiro Marius (Blood and Gold) - 2001
9. Il vampiro di Blackwood (Blackwood Farm) - 2002
10. Blood (Blood Canticle) - 2003
11. Il principe Lestat (Prince Lestat) - 2014
12. Prince Lestat and the Realms of Atlantis - 2016
13. Blood Communion: A Tale of Prince Lestat - 2018

Nuove cronache dei vampiri
- Pandora (Pandora) - 1998
- Vittorio the Vampire - 1999

## Caratterizzazione dei personaggi
Nelle Cronache dei vampiri di Anne Rice i vampiri hanno delle caratteristiche che li differenziano rispetto ai vampiri classici, sul modello di Dracula. Ad esempio i vampiri della Rice sono totalmente immuni alle classiche armi usate contro quelli tradizionali, come aglio, croci o paletti di legno piantati nel cuore. Però, come i vampiri classici, quelli di Anne Rice devono evitare la luce del sole e durante le ore diurne devono riposare in luoghi bui (spesso in tombe, cripte, sarcofagi e spelonche, ma più semplicemente, in caso di necessità, scavandosi anche una buca nel terreno). Il sonno diurno viene indotto, contro la loro volontà, dall'approssimarsi dell'alba, ma l'ora in cui un vampiro deve riposare varia in base alla sua età e alla sua forza. Mentre i vampiri più giovani vengono indotti a dormire già da un'ora prima del sorgere del sole, quelli più anziani e potenti resistono fino a pochi minuti prima dell'aurora. Si nutrono esclusivamente di sangue delle proprie vittime, ma solo i più giovani hanno la necessità di farlo ogni notte. I vampiri anziani, pur bramando il sangue allo stesso modo, possono nutrirsi sempre meno di frequente, finché giungono a non averne più bisogno. Tutti i vampiri preferiscono il sangue umano, che li rende più forti, ma in caso di necessità possono bere anche quello di un qualsiasi animale.
Questi vampiri non invecchiano e hanno un aspetto splendido invece che mostruoso, e con il passare dei secoli diventano sempre più simili a statue viventi: la loro pelle diventa sempre più chiara, diafana e dura, le unghie scintillanti come vetro. I loro peli, unghie e capelli, se vengono tagliati, ricrescono durante il sonno nell'arco di un solo giorno fino al punto in cui erano al momento della trasformazione in vampiri. Invecchiando diventano anche sempre più forti e veloci, e anche i loro sensi e il loro intelletto divengono sempre più acuti.
Essi “muoiono” al momento della trasformazione, che avviene con l'asportazione quasi totale del sangue umano da parte di un vampiro, il quale, pochi istanti prima della morte della vittima, gli dona il proprio sangue vampiresco, facendolo abbeverare da un taglio sul proprio corpo. Entro un'ora dall'inizio della trasformazione, il nuovo vampiro, tra atroci sofferenze, espelle tutti i suoi fluidi corporei, che vengono completamente sostituiti dal nuovo sangue vampiresco (per questo motivo le lacrime e il sudore dei vampiri sono di sangue).
Il sangue vampiresco è altamente infiammabile, perciò questi vampiri temono il fuoco e la loro esposizione alla luce del sole provoca la loro combustione spontanea.
Un'altra delle caratteristiche dei vampiri di Anne Rice è che essi tendono a essere eccessivamente emotivi, sensibili e sensuali, facilmente preda di intense passioni. Inoltre sono soprannaturalmente bellissimi, forse perché essi tendono a trasformare in vampiri solo umani di bell'aspetto, che di solito avevano già cominciato ad amare prima della trasformazione.
Oltre a tutto ciò, i vampiri di Anne Rice possiedono delle capacità, che però non coincidono con le capacità per così dire “magiche” dei vampiri classici, come ad esempio quella di trasformarsi in pipistrelli. Queste capacità sono dette Doni Tenebrosi, E aumentano col passare dei secoli. Quindi sono particolarmente sviluppati nei cosiddetti "Figli dei Millenni" vale a dire i vampiri di mille anni o più (oppure anche dai vampiri che hanno potuto bere il sangue potente degli antichi, che accresce la loro forza e i loro poteri).

### I Doni Tenebrosi
- Dono della mente. Esso combina delle capacità che si possono definire telepatiche e telecinetiche. Attraverso di esso, i vampiri possono leggere le menti degli esseri umani o degli altri vampiri (esclusi vampiro creatore e la sua creatura, che non possono leggere l'uno i pensieri dell'altro) e trasmettere i propri pensieri. Inoltre i più potenti ed anziani di essi possono far muovere gli oggetti con la sola forza del pensiero (questa telecinesi dei più anziani permette loro anche di uccidere solo con il pensiero, causando danni fatali nel corpo di una vittima o di un avversario). Telepaticamente i vampiri ascoltano i pensieri delle loro potenziali vittime, e molti di loro scelgono di uccidere solo i criminali, così da avere un minore senso di colpa per le loro azioni. Inoltre attraverso il contatto mentale, essi possono prendere il controllo delle proprie vittime, attirandole a sé con più facilità. Allo stesso modo possono confondere la mente dei mortali, affinché li servano assiduamente senza porsi domande. Nonostante sia impossibile il contatto mentale diretto tra il vampiro creatore e quello da lui creato, essi possono comunque avere dei contatti indiretti attraverso la mente di una terza persona. Un vampiro molto antico può arrivare ad “udire” i pensieri di tutte le persone presenti nel raggio del suo potere e se non impara a silenziare ed a controllare questo costante rumore di sottofondo, ciò contribuisce a farlo impazzire.
- Doni fisici. Tutti questi vampiri possiedono una forza superiore a quella normale e dei sensi (udito, olfatto, vista...) di qualità sovrumana. Inoltre possono raggiungere una velocità tale che il loro movimento non viene percepito dall'occhio umano. La loro vista superiore permette di vedere perfettamente nell'oscurità della notte, inoltre possono distinguere un suono in mezzo a una moltitudine di altri ed innalzare il volume della loro voce a dei livelli dolorosi per le orecchie degli uomini.
- Dono dell'immortalità. Questi vampiri sono virtualmente eterni, infatti solo due cose li possono uccidere: il fuoco e la luce del sole. I “Figli dei Millenni” però, con il lento passare del tempo, sono diventati quasi invulnerabili anche a queste minacce. Infatti quando sono stati esposti al sole Akasha ed Enkil (Coloro che devono essere conservati) la loro pelle ormai alabastrina è diventata solamente un po' più bruna. Altri vampiri più giovani (Lestat, Armand e Mael), ma comunque vecchi di secoli e che hanno bevuto il sangue antico, hanno ottenuto da simili esperienze delle terribili ustioni, dalle quali però sono poi guariti completamente, guadagnando ancora potenza e resistenza. Come dimostrano le vicende di Lestat, per i vampiri risulta molto dannoso bere il sangue di un uomo già morto, infatti il sangue di un morto li indebolisce molto, fino allo svenimento, ma con l'andar del tempo e con la possibilità di bere sangue vivo, riescono a ristabilirsi. Un'ulteriore minaccia che può cogliere i vampiri di Anne Rice, è quella costituita dalla pazzia, che arriva molto spesso a tormentare i vampiri dopo alcuni secoli di esistenza, e che talvolta li porta a suicidarsi gettandosi nel fuoco od esponendosi al sole. Durante la loro esistenza alcuni dei vampiri più anziani, possono inoltre sentire la necessità di lunghi periodo di riposo che possono durare decenni o addirittura secoli o millenni, anche se non avendo nessuna necessità possono dormire per un tempo illimitato.
- Dono della guarigione. Questi vampiri sono immuni a danni permanenti causati da colpi o ferite, compresi i danni causati loro dal fuoco e dal sole, se non sono stati a loro fatali. Infatti essi possono guarire completamente da qualsiasi ferita o ustione, e se un vampiro viene mutilato, decapitato o comunque fatto a pezzi, sopravvive ed è in grado di ricomporsi. Ma se la ferita o l'ustione è molto grave per guarire necessitano di tempo e di sangue. Il poter bere molto sangue, soprattutto quello dei vampiri più antichi, contribuisce di molto a farli guarire con più rapidità dalle ustioni o da una ferita. Quando completano il processo di guarigione, essi risultano inoltre più forti di prima; infine pare che quanto più grave è stato il danno subito, più forti essi diventano.
- Dono del fuoco. Questa è una capacità posseduta solo dai cosiddetti “Figli dei Millenni” cioè i vampiri più antichi e potenti. Essa consiste nel talento di far incendiare con la sola forza del pensiero gli oggetti più disparati. Esso è letale se usato contro i vampiri più giovani, che sono molto vulnerabili al fuoco.
- Dono del volo. Questa è un'altra capacità posseduta solo dai cosiddetti “Figli dei Millenni” che permette loro di levitare e di volare a velocità incredibilmente elevate. La maggior parte dei vampiri però non ama questo dono, perché lo percepiscono come una cosa troppo innaturale.
- Viaggio Astrale. Un'altra capacità posseduta solo dai più antichi o da chi ha bevuto abbastanza sangue antico è quella di uscire dai propri corpi e compiere veri e propri viaggi astrali, abilità che però non si può usare mentre si è in volo senza precipitare. Ma quest'abilità viene usata molto di rado, con l'eccezione di Lestat è riuscito a sfruttare questa abilità per poter addirittura prendere possesso del corpo di un mortale.
- Capacità di Imitare. Questi vampiri sembrano tutti dotati di molti talenti artistici (sanno suonare, cantare, dipingere...) ad un livello notevole; e questa cosa è dovuta alla loro capacità di imitare perfettamente qualsiasi abilità dei mortali. Infine possiedono la capacità preternaturale di saper “comprendere” ogni tipo di problema, questione, indovinello oppure meccanismi e macchinari.
- David Talbot è l'unico vampiro che dopo la trasformazione ha mostrato la capacità di poter “vedere” gli spiriti come quando era mortale.

### I Figli dei Millenni
I Figli dei Millenni sono Akasha, Enkil, Khayman, Mekare e Maharet, essi hanno tutti vissuto ben seimila anni. Inoltre Marius, Mael, Pandora, Thorne, Eudoxia e Petronia sono considerati come tali, infatti hanno più o meno toccato i duemila anni di vita; essi sono relativamente più deboli rispetto ai precedenti, ma ben più potenti rispetto alla maggior parte degli altri vampiri, che sono vecchi al massimo di un paio di secoli; i primi quattro elencati in questo gruppo, hanno però avuto la possibilità di rafforzarsi ulteriormente, bevendo il sangue dei più antichi. Infine Lestat, Armand, Bianca, Louis, David Talbot, Isabelle, Daniel, Jesse, Quinn, Merrick e Mona, pur essendo molto più giovani, hanno assunto quasi tutte le capacità dei Figli dei Millenni, infatti si sono abbeverati con il potente sangue dei vampiri più antichi.

## Trame

### Cronache dei vampiri

#### Intervista col vampiro
Louis de Pointe du Lac racconta la sua travagliata esistenza vampiresca ad un reporter in cerca di una storia interessante: di come divenne vampiro ad opera del letale Lestat de Lioncourt, delle loro piccola congrega insieme all'eternamente bambina Claudia, e dell'incontro con il magnetico e bellissimo Armand capo della congrega del Teatro dei Vampiri. Ambientata tra New Orleans e Parigi, la storia ha inizio nel settecento e si conclude nel novecento.

#### Scelti dalle tenebre
La vita prima e dopo la trasformazione in vampiro di Lestat de Lioncourt, narrata dallo stesso Lestat. Questo libro svela i più reconditi segreti del carismatico vampiro e ci presenta un personaggio completamente diverso da quello descritto in Intervista col vampiro. Qui compare per la prima volta Marius.

#### La regina dei dannati
Da millenni Akasha ed Enkil dormono un sonno profondissimo. Qualcuno ha vegliato su di loro per tutti questi secoli, ma ora Lestat, il vampiro divenuto una famosa rockstar degli anni '80, ha risvegliato Akasha, la Regina dei Dannati.

#### Il ladro di corpi
Lestat riceve un invito che solletica la sua curiosità e che non può rifiutare: passare alcuni giorni nel corpo mortale di Raglan James, per tornare a sentire e a vivere come un essere umano. Non mette in conto, però, che il ladro di corpi non abbia nessuna intenzione di rinunciare ad essere un vampiro immortale e ricchissimo.

#### Memnoch il diavolo
Il vampiro Lestat viene rapito dal misterioso Memnoch, che sostiene di essere il Diavolo, e che lo porta fuori dal mondo. È invitato ad assistere allo spettacolo della Creazione e viene poi trasportato, come gli antichi profeti, nel regno dei Cieli e accompagnato nel Purgatorio. Sarà condotto nella terra della morte e dovrà confrontarsi con Dio e con il Diavolo.

#### Armand il vampiro
Il bellissimo vampiro Armand viene avvicinato da David Talbot, il biografo dei vampiri, che lo esorta a narrargli la sua storia. Armand racconta la sua infanzia nel XV secolo a Kiev, il misterioso rapimento, la riduzione in schiavitù e la vendita ad un artista veneziano, Marius, che in realtà è un vampiro; quest'ultimo renderà vampiro anche Bianca Solderini.

#### Merrick la strega
Questo libro è il primo in cui le vicende dei vampiri si incrociano con quelle delle Streghe Mayfair. David Talbot, studioso, narratore, e avventuriero chiede alla potente strega Merrick di evocare lo spirito di Claudia su richiesta di Louis de Pointe du Lac.

#### Il vampiro Marius
Marius, antico mentore di Lestat, soddisfa l'avida curiosità del vampiro Thorne, risvegliatosi da un sonno millenario e in cerca di una guida che lo reintroduca nel mondo attuale, narrandogli la propria vita, un resoconto che diviene appassionata cronaca dei suoi amori, delle sue sofferenze e dei segreti finora mai svelati. La voce intima e profonda di Marius ci accompagna così attraverso i secoli, testimone diretta degli eventi cruciali della Storia.

#### Il vampiro di Blackwood
Tarquin Blackwood, detto Quinn, è l'ultimo erede di una vasta quanto misteriosa famiglia che vive al limitare di una vasta palude. Quinn sin da piccolo è accompagnato da Goblin, uno spirito che ha le sue stesse sembianze e vive in simbiosi con lui. Quando Quinn viene rapito e gli viene dato il Sangue dalla potente Petronia, trasformandolo così in vampiro, Goblin sembra necessitare della stessa linfa vitale prelevandola dal corpo dello stesso Quinn. Tarquin, spaventato dalla crescente forza di quell'entità, si rivolge al temibile Lestat, che contro ogni aspettativa decide di ascoltare la sua storia e di aiutarlo.

#### Blood
Lestat, un vampiro affascinante, vecchio di duecento anni, ma con l'aspetto di un ragazzo di vent'anni, ha un desiderio, un'ossessione, quello di diventare santo  della Chiesa cattolica. Vive ultimamente nella residenza dei Blackwood, una villa magnifica in Louisiana, assieme a Quinn, un giovane iniziato alla “fraternità del sangue”. Un giorno arriva a Blackwood una mortale bellissima, Mona Mayfair, una strega che ha dei poteri soprannaturali, ma che è ormai in fini di vita. Quinn perde la testa, s'innamora follemente di lei e Lestat per non lasciarla morire la trasforma in vampiro. Nel frattempo arriva alla residenza Rowan Mayfair, la cugina della ragazza, una scienziata di successo e che è una strega altrettanto potente. Questa volta è Lestat ad innamorasi di Rowan e non riesce a controllare l'attrazione che prova nei suoi confronti. Ma non c'è tra di loro il patto di sangue.
Inoltre le due streghe, celano un altro segreto: hanno partorito degli esseri con poteri straordinari, i Táltos, che gli sono stati sottratti dalla nascita. Lestat inizia a ricevere la visita del fantasma di Oncle Julien, il bis bis nonno di Mona, che è molto indispettito per la trasformazione operata sulla nipote, ed è disposto a dargli il tormento per l'eternità.
Mona è determinata a ritrovare la figlia perduta e, con Lestat e Quinn, partirà alla volta dei Caraibi, dove ha appreso, grazie a Maharet della presenza dei Taltos in un'isola frequentata da narcotrafficanti. Dopo aver liberato i Taltos si decide di portarli al Centro Medico Mayfair per essere istruiti e guidati.
In Italia il romanzo è stato pubblicato da Longanesi ed è il secondo libro delle Cronache in cui le vicende dei vampiri si intrecciano con quelle delle Streghe Mayfair.

### Nuove cronache dei vampiri

#### Pandora
Il vampiro-biografo David Talbot insiste perché Pandora racconti la sua storia, cominciata oltre duemila anni prima. Figlia di un senatore romano dell'età augustea, Pandora, fanciulla colta e disinibita, a soli dodici anni fa innamorare il biondo e misterioso Marius, la cui offerta di matrimonio viene però respinta dal padre. Fuggita poi ad Antiochia, Pandora cerca protezione nel Tempio di Iside, dove ritrova Marius, immutato nella bellezza e custode di un segreto spaventoso. Il romanzo è stato scritto successivamente a Memnoch il diavolo, ma in Italia la pubblicazione dei due risulta invertita: in Pandora si fa cenno a vicende narrate nel romanzo precedente.

#### Vittorio the Vampire
Il romanzo è inedito in Italia.